# Battaglia di Aizenay
La battaglia di Aizenay è stata una battaglia della quarta guerra di Vandea combattuta il 20 maggio 1815 ad Aizenay.

## La battaglia
Il 19 maggio tutte le forze vandeane si riunirono a Palluau, Louis de La Rochejaquelein venne eletto nuovo "generalissimo" dell'Esercito cattolico e reale e diede l'ordine di prendere  Napoléonville (il nome di La Roche-sur-Yon sotto l'impero).
Alla sera del 20 maggio i vandeani si accamparono ad Aizenay e nei suoi dintorni. Lo stesso giorno, il generale imperiale Jean-Pierre Travot venne a sapere la posizione dei vandeani, così raccolse 530 fanti del 43º e 61º reggimento di fanteria di linea, 80 gendarmi a cavallo, 103 gendarmi a piedi, 140 cannonieri e 240 cacciatori della Vandea (composto da vandeani bonapartisti) per un totale di 1 093 uomini. Alla sera del 20 maggio gli imperiali si lanciarono all'attacco contro i vandeani che avevano lasciato poche sentinelle di guardia all'accampamento, così furono presi di sorpresa. Per provocare maggiore confusione tra le file vandeane, i soldati imperiali andarono all'attacco gridando «viva il Re!».
Completamento disorganizzati, i vandeani si diedero alla fuga. Ludovic de Charette, nipote del generale François Charette venne ferito a morte durante la battaglia. I vandeani ripiegarono nella foresta.